# 马克斯许特-海德霍夫
马克斯许特-海德霍夫是德国巴伐利亚州的一个市镇。总面积34.70平方公里，总人口10623人，其中男性5290人，女性5333人（2011年12月31日），人口密度306人/平方公里。德国知名折扣连锁超市——内托超市总部就设在马克斯许特-海德霍夫。